# Lagunes
Lagunes é uma das 19 regiões da Costa do Marfim.

## Dados
Capital: Abidjan
Área: 14 200 km²
População: 4 210 200 hab. (2002)

## Departamentos
A região de Lagunes está dividida em seis departamentos:
- Abidjan
- Alépé
- Dabo
- Grand-Lahou
- Jacqueville
- Tiassalé